# アニメパス
アニメパスは、かつてKDDI（au）が展開していたアニメ専門配信サイトの名称である。

## 概要
携帯キャリア各社でのアニメ専門配信サイトは、最先発のNTTドコモが運営するdアニメストアが存在していたが、2014年6月30日よりauもアニメ配信サービスに参入した（ソフトバンクも2015年2月にアニメ放題で参入）。
dアニメストアに出資しているKADOKAWA発刊の『月刊ニュータイプ』の協力を得ており、「auスマートパス」会員向けサービスも用意していた。
開始当初はauのスマートフォンおよびタブレット端末のみ対応だったが、2014年8月からPCでの再生にも対応した。
2016年4月30日をもってサービスを終了、「ビデオパス」移行を経て、現在は「TELASA」でのサービスとなっている。